# Nekrolog 1780
Nekrolog
◄◄
| ◄
| 1776
| 1777
| 1778
| 1779
| 1780 | 1781 | 1782 | 1783 | 1784 | ► | ►►
Weitere Ereignisse | Allgemeiner Nekrolog 1780
Die Beschreibung der verstorbenen Person sollte so kurz wie möglich gehalten sein und nur deren signifikante Tätigkeit(en) enthalten.
Neue Namen ggf. auch unter dem Geburts- und Sterbedatum, also etwa unter 1. Januar und im Geburts- und Sterbejahr (2024) eintragen (nur bei entsprechender großer Wichtigkeit). Für Beispiele siehe die schon vorhandenen Artikel.
Außerdem über die fünf zuletzt Verstorbenen, zu denen es einen ausreichend guten Artikel für eine Präsentation auf der Hauptseite gibt, nach der todesbedingten Überarbeitung der Artikel ggf. auch unter Wikipedia Diskussion:Hauptseite informieren und sie am besten auch in den anderen Wikipedia-Sprachversionen eintragen. Tipp: Regelmäßig bei news.google.de nach „ist tot“, „gestorben“ oder „verstorben“ suchen.
Wenn eine Person gestorben ist, gibt es viele Seiten zu dieser Person in der Wikipedia, die davon auch betroffen sind und entsprechend aktualisiert werden müssen. Beispiele: Namenübersichtsseite, Geburtsjahr, Geburtsort-Seiten und viele mehr.
Wie finde ich die betroffenen Seiten?
Im Suchfeld auf der linken Seite gibt man den Suchbegriff so ein: „Vorname Nachname“. Dann klickt man auf Volltext und alle Seiten mit entsprechendem Suchtext werden aufgerufen. Hier sieht man dann schnell, wo auch das Todesjahr Sinn macht oder sogar ein Teil des Artikels angepasst werden muss. Auch hilft das „Werkzeug“ auf der linken Seite sehr gut, um solche Seiten aufzufinden: „Links auf diese Seite“. Somit ist die Wikipedia wieder aktuell in allen Bereichen! Hinweis: bei Eintragung der Kategorie „Gestorben JAHR“ wird der Missbrauchsfilter 49 ausgelöst, was jedoch nicht schlimm ist. Siehe: Spezial:Missbrauchsfilter/49
Dies ist eine Liste von im Jahr 1780 verstorbenen bekannten Persönlichkeiten. Die Einträge erfolgen innerhalb der einzelnen Daten alphabetisch sortiert. Tiere sind im Nekrolog für Tiere zu finden.

## Januar
| Tag        | Name                                           | Beruf, bekannt als                                                                     | Alter | Beleg |
| ---------- | ---------------------------------------------- | -------------------------------------------------------------------------------------- | ----- | ----- |
| 1. Januar  | Johann Ludwig Krebs                            | deutscher Komponist und Organist                                                       | 66    |       |
| 10. Januar | Aegidius Schenk                                | österreichischer Komponist und Organist                                                | 60    |       |
| 10. Januar | Francesco Antonio Vallotti                     | italienischer Komponist                                                                | 82    |       |
| 13. Januar | Luise Amalie von Braunschweig-Wolfenbüttel     | Prinzessin von Preußen und Ehefrau von Prinz August Wilhelm von Preußen                | 57    |       |
| 13. Januar | Pierre Augustin Bernardin de Rosset de Rocozel | französischer Kleriker; Bischof von Chartres, Kaplan der Königin                       | 62    |       |
| 15. Januar | Carl Josef Maria Brentano-Cimaroli             | Unternehmer aus der weitverzweigten Familie Brentano                                   |       |       |
| 15. Januar | Johann Rudolf Tschiffeli                       | Schweizer Agronom                                                                      | 63    |       |
| 21. Januar | Johann Gottlieb Frenzel                        | deutscher Jurist                                                                       | 64    |       |
| 22. Januar | André Levret                                   | französischer Gynäkologe                                                               | 77    |       |
| 24. Januar | Jean-Baptiste-Michel Bucquet                   | französischer Arzt und Chemiker                                                        | 33    |       |
| 24. Januar | Christian Ludwig von Hagedorn                  | Diplomat im sächsischen Dienst, Kunsttheoretiker und -sammler, außerdem Amateurstecher | 67    |       |
| 24. Januar | Hiraga Gennai                                  | japanischer Gelehrter, Erfinder und Schriftsteller                                     |       |       |
| 25. Januar | Marcantonio Conti                              | italienischer Geistlicher                                                              | 46    |       |
| 28. Januar | Emanuel Friedrich von Bredow                   | preußischer Militär und Adeliger                                                       | 47    |       |
| 31. Januar | Jonathan Carver                                | amerikanisch-britischer Entdecker                                                      | 69    |       |

## Februar
| Tag         | Name                                        | Beruf, bekannt als                                               | Alter | Beleg |
| ----------- | ------------------------------------------- | ---------------------------------------------------------------- | ----- | ----- |
| 2. Februar  | Wolfgang Adam Knoll                         | deutscher Bildhauer                                              |       |       |
| 4. Februar  | Giovanni Battista Passeri                   | italienischer Altertumsforscher, Dichter und päpstlicher Beamter | 85    |       |
| 5. Februar  | Heinrich Christian Körtje                   | deutscher Landbaumeister                                         | 61    |       |
| 9. Februar  | Gabriel de Saint-Aubin                      | französischer Maler, Zeichner und Graveur                        | 55    |       |
| 10. Februar | Johann                                      | Pfalzgraf und Herzog von Zweibrücken-Birkenfeld zu Gelnhausen    | 81    |       |
| 11. Februar | Anne Antoine d’Aché                         | französischer Lieutenant général des armées navales              | 79    |       |
| 12. Februar | Friedrich Wilhelm Lölhöffel von Löwensprung | preußischer Generalleutnant                                      | 62    |       |
| 14. Februar | William Blackstone                          | englischer Jurist                                                | 56    |       |
| 15. Februar | Jan de Beijer                               | niederländischer Zeichner                                        | 76    |       |
| 16. Februar | Johann Aloys I. zu Oettingen-Spielberg      | Fürst des Fürstentums Oettingen-Spielberg                        | 73    |       |
| 18. Februar | Kristijonas Donelaitis                      | deutsch-baltischer Schriftsteller                                | 66    |       |
| 18. Februar | Johann Gustav von Güldenstubbe              | Landmarschall von Ösel (Livland)                                 | 48    |       |
| 21. Februar | Franz Xaver Bernhard                        | deutscher Maler des Barock                                       | 53    |       |
| 22. Februar | Francesco III. d’Este                       | Herzog von Modena und Reggio                                     | 81    |       |
| 22. Februar | Giovanni Maria Morlaiter                    | venezianischer Bildhauer                                         |       |       |
| 22. Februar | Maria Anna von Neapel-Sizilien              | Prinzessin von Neapel-Sizilien                                   | 4     |       |
| 24. Februar | Andreas Felix von Oefele                    | deutscher Historiker und Bibliothekar                            | 73    |       |
| 24. Februar | Johann Adam Pollich                         | deutscher Arzt und Naturforscher                                 | 39    |       |
| 25. Februar | Mariano Fernández de Echeverría y Veytia    | mexikanischer Historiker                                         |       |       |

## März
| Tag      | Name                                        | Beruf, bekannt als                                                                             | Alter | Beleg |
| -------- | ------------------------------------------- | ---------------------------------------------------------------------------------------------- | ----- | ----- |
| 3. März  | Joseph Highmore                             | englischer Porträt- und Historienmaler                                                         | 87    |       |
| 4. März  | Joachim Ulrich Giese                        | schwedisch-pommerscher Kammerrat, Münzdirektor und Begründer der Stralsunder Fayencemanufaktur | 60    |       |
| 5. März  | Friedrich von La Roche-Starkenfels          | preußischer Rittmeister und Schlossherr                                                        | 80    |       |
| 6. März  | Franz Anton Josef von Hausen-Gleichenstorff | Ordensgeistlicher, Fürstpropst von Berchtesgaden (1768–1780)                                   |       |       |
| 14. März | Roque Joaquín de Alcubierre                 | spanischer Archäologe                                                                          |       |       |
| 19. März | Christian Gottlieb Glöckner                 | deutscher evangelischer Oberpfarrer, Bergprediger und Superintendent                           | 81    |       |
| 25. März | James Forbes                                | US-amerikanischer Politiker                                                                    |       |       |
| 26. März | Karl I.                                     | Herzog von Braunschweig-Wolfenbüttel                                                           | 66    |       |
| 29. März | Otto Ludwig von Stutterheim                 | preußischer Generalleutnant und Chef des Infanterie-Regiments Nr. 20                           |       |       |

## April
| Tag       | Name                                                 | Beruf, bekannt als | Alter | Beleg |
| --------- | ---------------------------------------------------- | --- | ----- | ----- |
| 5. April  | Johann Gerhard Christian Rücker                      | deutscher Rechtswissenschaftler                                                                                                  |       |       |
| 6. April  | Elisabeth Friederike Sophie von Brandenburg-Bayreuth | Prinzessin von Brandenburg-Bayreuth und Herzogin von Württemberg                                                                 | 47    |       |
| 9. April  | Giuseppe Maria Castelli                              | italienischer Kardinal | 74    |       |
| 11. April | Moritz Wilhelm von der Asseburg                      | preußischer Generalmajor, Vizegouverneur von Magdeburg                                                                           | 81    |       |
| 11. April | Richard Fydell                                       | britischer Weinhändler und Politiker                                                                                             |       |       |
| 14. April | Johann Philipp Ludwig Ignaz von Frankenstein         | Würzburger Domherr und Präsident des würzburgischen Oberen Rats                                                                  | 79    |       |
| 20. April | Johannes Plücker                                     | Bürgermeister von Elberfeld | 68    |       |
| 21. April | Carl Deichman                                        | dänisch-norwegischer Fabrikbesitzer und Büchersammler                                                                            |       |       |
| 21. April | Johann Samuel Wiesner                                | deutscher evangelischer Theologe und Orientalist                                                                                 | 57    |       |
| 21. April | Ferdinand Zellbell                                   | schwedischer Organist und Komponist                                                                                              | 60    |       |
| 22. April | Hieronymus Hartwig Moller                            | deutscher Jurist und Richter | 68    |       |
| 23. April | Maria Antonia von Bayern                             | Kurfürstin von Sachsen, Künstlerin                                                                                               | 55    |       |
| 23. April | Romoaldo Guidi                                       | Kardinal der katholischen Kirche                                                                                                 | 58    |       |
| 23. April | Karl Ludwig von Normann                              | preußischer Generalmajor | 75    |       |
| 23. April | Justinian von Thoelldeniz                            | deutscher Verwaltungsjurist, sachsen-weimarischer und -eisenachischer Oberkonsistorialvizepräsident sowie Geheimer Regierungsrat |       |       |
| 29. April | Claude-Joseph Dorat                                  | französischer Schriftsteller | 45    |       |
| 30. April | Juan de Miralles                                     | spanischer Kaufmann und Gesandter beim Kontinentalkongress                                                                       |       |       |

## Mai
| Tag     | Name                                      | Beruf, bekannt als                                                         | Alter | Beleg |
| ------- | ----------------------------------------- | -------------------------------------------------------------------------- | ----- | ----- |
| 4. Mai  | Christian Ernst Friederici                | deutscher Orgel- und Klavierbauer                                          | 71    |       |
| 13. Mai | Christoph Ludwig von der Mülbe            | königlich preußischer Generalmajor                                         |       |       |
| 14. Mai | Pierre-Montan Berton                      | französischer Komponist, Dirigent und Tenor                                | 53    |       |
| 16. Mai | Maria Charlotte von Schafftenberg         | Kammerfräulein der sächsischen Kurprinzessin Maria Josepha                 | 80    |       |
| 18. Mai | Charles Hardy                             | Gouverneur der englischen Kolonie New York                                 |       |       |
| 21. Mai | Franz Balthasar Schönberg von Brenkenhoff | preußischer Staatswirt                                                     | 57    |       |
| 22. Mai | Franz Ludwig von Holnstein                | bayerischer General und herzoglicher Statthalter                           | 56    |       |
| 26. Mai | Hans von Ahlefeldt                        | Geheimrat und Amtmann im dänischen Staatsdienst und Landdrost in Pinneberg | 70    |       |
| 26. Mai | Guillaume-François Le Trosne              | französischer Jurist und Ökonom                                            | 51    |       |
| 27. Mai | Johann Heinrich Waser                     | Schweizer Pfarrer, Statistiker, Volkswirt und Aufklärer                    | 38    |       |
| 27. Mai | Conrad Siegmund Ziehen                    | deutscher evangelischer Theologe                                           | 52    |       |
| Mai     | Raimund Bruns                             | deutscher Dominikaner und theologischer Autor                              | 74    |       |

## Juni
| Tag      | Name                                   | Beruf, bekannt als | Alter | Beleg |
| -------- | -------------------------------------- | --- | ----- | ----- |
| 2. Juni  | Józef Baka                             | polnischer Dichter, Prediger und Jesuit                                                                                | 73    |       |
| 3. Juni  | Thomas Hutchinson                      | Letzter ziviler Gouverneur der Province of Massachusetts Bay                                                           | 68    |       |
| 8. Juni  | Marc-Michel Rey                        | Verleger | 60    |       |
| 18. Juni | Johann Philipp Seuffert                | mainfränkischer Orgelbauer                                                                                             | 87    |       |
| 20. Juni | Johann Gottlob Böhme                   | deutscher Historiker                                                                                                   | 63    |       |
| 20. Juni | Christoph Meißner                      | deutscher Lehrer und Chronist                                                                                          | 76    |       |
| 21. Juni | Karl Andreas Christiani                | deutscher Philosoph | 72    |       |
| 21. Juni | Jan Stephan Ligenza Kurdwanowski       | polnischer Arzt, Militär und Enzyklopädist                                                                             | 99    |       |
| 22. Juni | İbrahim Hakkı Erzurumi                 | türkischer Universalgelehrter und mystischer Poet                                                                      | 77    |       |
| 26. Juni | Ferdinand Ambrosius Fidler             | österreichisch-deutscher, zunächst römisch-katholischer, dann evangelisch-lutherischer Geistlicher und Hochschullehrer | 42    |       |
| 30. Juni | Karl Paul Ernst von Bentheim-Steinfurt | Graf von Steinfurt | 50    |       |

## Juli
| Tag      | Name                               | Beruf, bekannt als                                                                    | Alter | Beleg |
| -------- | ---------------------------------- | ------------------------------------------------------------------------------------- | ----- | ----- |
| 1. Juli  | Stephen Crane                      | US-amerikanischer Politiker                                                           |       |       |
| 2. Juli  | David Samuel von Madai             | ungarischer, in Deutschland wirkender Mediziner und Numismatiker                      | 71    |       |
| 3. Juli  | Johann Michael Beer von Bildstein  | österreichischer Architekt                                                            | 84    |       |
| 3. Juli  | Ludwig Friedrich Lenz              | deutscher Jurist, Schriftsteller und Dichter                                          | 63    |       |
| 3. Juli  | Franz Ferdinand von Schrötter      | österreichischer Rechtswissenschaftler, Historiker und Beamter                        | 44    |       |
| 4. Juli  | Karl Alexander von Lothringen      | Hochmeister des Deutschen Ordens, Generalfeldmarschall und Gouverneur der Niederlande | 67    |       |
| 4. Juli  | Samuel Musgrave                    | englischer Altphilologe und Arzt                                                      | 47    |       |
| 8. Juli  | Gerhard Schøning                   | norwegischer Historiker                                                               | 58    |       |
| 11. Juli | Mango Hans                         | estnischer Prediger, Literat und theologischer Übersetzer                             |       |       |
| 11. Juli | Luis Eugenio Meléndez              | spanischer Maler von Stillleben                                                       |       |       |
| 14. Juli | Charles Batteux                    | französischer Ästhetiker                                                              | 67    |       |
| 14. Juli | Gotthard Friedrich Carstens        | Lübecker Kaufmann und Ratsherr                                                        |       |       |
| 18. Juli | Bernhardinus de Moor               | niederländischer reformierter Theologe                                                | 71    |       |
| 21. Juli | Friedrich August von Schenckendorf | preußischer Generalmajor, Chef des Infanterie-Regiments Nr. 9                         |       |       |
| 21. Juli | Friedrich Christian Struve         | deutscher Mediziner und Hochschullehrer                                               | 63    |       |
| 26. Juli | Philipp Ludwig von Moltke          | K.u.K. Wirklicher Geheimer Rat, Kämmerer, kaiserlicher Generalfeldmarschall           | 86    |       |

## August
| Tag        | Name                        | Beruf, bekannt als                                                                            | Alter | Beleg |
| ---------- | --------------------------- | --------------------------------------------------------------------------------------------- | ----- | ----- |
| 3. August  | Étienne Bonnot de Condillac | französischer Philosoph der Aufklärung                                                        | 65    |       |
| 4. August  | Titus Hosmer                | US-amerikanischer Anwalt, Richter und Politiker                                               |       |       |
| 4. August  | Didericus van der Kemp      | niederländischer reformierter Theologe                                                        | 48    |       |
| 6. August  | Joseph Wanton junior        | britischer Loyalist, Händler und Politiker                                                    | 50    |       |
| 8. August  | Pierre-Martial Cibot        | französischer Jesuit, Missionar und Gelehrter in China                                        | 52    |       |
| 8. August  | Tadeusz Reytan              | polnischer Sejmabgeordneter                                                                   | 37    |       |
| 9. August  | Christoph Gottlob Grundig   | deutscher Theologe, Mineraloge und Publizist                                                  | 72    |       |
| 12. August | Ludwig von Stein            | deutscher Obrist, Freiherr und Wohltäter der Stadt Zweibrücken                                | 87    |       |
| 13. August | Johann Georg Hoffmann       | deutscher Organist und Komponist                                                              | 79    |       |
| 16. August | Johann Henrik von Schacht   | königlich dänischer Generalmajor, zuletzt Chef des 2. Berghuser National Infanterie-Regiments |       |       |
| 17. August | Ferdinand Stosch            | deutscher reformierter Theologe                                                               | 62    |       |
| 19. August | Johann von Kalb             | deutsch-amerikanischer General                                                                | 59    |       |
| 23. August | Marie de Vichy Chamrond     | französische Salonière                                                                        | 82    |       |
| 25. August | Johann Baptist Baader       | deutscher Kirchenmaler                                                                        |       |       |
| 26. August | Johann Christoph Pohl       | deutscher Mediziner                                                                           | 74    |       |
| 27. August | Johann Wilhelm Fuhrmann     | deutscher evangelischer Theologe und Hochschullehrer                                          | 29    |       |
| 28. August | Nathanael Burger            | deutscher Franziskaner, Apostolischer Vikar und Bischof in China                              | 47    |       |
| 29. August | Jacques-Germain Soufflot    | französischer Architekt                                                                       | 67    |       |
| 30. August | Romuald Hadbavný            | slowakischer Kamaldulensermönch                                                               | 65    |       |
| 31. August | Gottfried Daniel Hoffmann   | deutscher Jurist                                                                              | 61    |       |

## September
| Tag           | Name                                    | Beruf, bekannt als                                                                                    | Alter | Beleg |
| ------------- | --------------------------------------- | --- | ----- | ----- |
| 1. September  | Johann Georg von Grechtler              | österreichischer General-Feldwachtmeister, Geheimer Rat und Besitzer mehrerer Grundherrschaften       | 75    |       |
| 4. September  | John Fielding                           | britischer Richter                                                                                    |       |       |
| 6. September  | Françoise Basseporte                    | französische Malerin und Kupferstecherin                                                              | 79    |       |
| 7. September  | Franz Lamotte                           | flämischer Violinist und Komponist                                                                    |       |       |
| 8. September  | Peter Matthias Haselberg                | Landsyndikus von Schwedisch-Pommern                                                                   | 67    |       |
| 8. September  | Jeanne-Marie Leprince de Beaumont       | französische Romancière und Autorin                                                                   | 69    |       |
| 8. September  | Enoch Poor                              | US-amerikanischer Schiffbauer und Händler                                                             | 44    |       |
| 8. September  | Robert Carter Nicholas Sr.              | US-amerikanischer Politiker                                                                           | 52    |       |
| 10. September | Viktor Amadeus II. von Savoyen-Carignan | Fürst von Carignan                                                                                    | 36    |       |
| 15. September | Jacob Rodrigues Pereira                 | portugiesischer Gehörlosenlehrer                                                                      | 65    |       |
| 16. September | Heinrich IX. Reuß zu Köstritz           | Graf Reuß zu Köstritz, preußischer Minister                                                           | 69    |       |
| 17. September | Karl Friedrich Wilhelm von Erthal       | Würzburger Domherr und Geheimer Rat                                                                   | 63    |       |
| 18. September | Heymann Heine                           | jüdischer Kaufmann                                                                                    |       |       |
| 23. September | Ernst Friedrich III.                    | Herzog von Sachsen-Hildburghausen                                                                     | 53    |       |
| 24. September | Georg August von Wangenheim             | kurfürstlich braunschweig-lüneburgischer General der Infanterie; später Kommandant der Festung Hameln | 73    |       |
| 26. September | Adam Nietzki                            | deutscher Mediziner                                                                                   | 66    |       |
| 27. September | Jean Pierre Sauvage                     | französischer Porträtmaler                                                                            | 81    |       |

## Oktober
| Tag         | Name                                     | Beruf, bekannt als | Alter | Beleg |
| ----------- | ---------------------------------------- | --- | ----- | ----- |
| 3. Oktober  | Johann Andreas Josef von der Borch       | polnischer Großkanzler |       |       |
| 3. Oktober  | Jan Jílek                                | Vertreter der böhmischen protestantischen Bewegung und Mitbegründer der böhmischen Flüchtlingssiedlung Böhmisch Rixdorf bei Berlin |       |       |
| 4. Oktober  | Ludwig von Zinzendorf                    | österreichischer Staatsmann | 59    |       |
| 6. Oktober  | Ignaz Sichelbarth                        | deutscher Missionar | 72    |       |
| 7. Oktober  | Patrick Ferguson                         | britischer Waffenkonstrukteur und Offizier                                                                                         |       |       |
| 8. Oktober  | Friedrich Christian Mohrheim             | deutscher Kapellmeister und Komponist                                                                                              | 61    |       |
| 13. Oktober | Johann Friedrich Daniel Olff             | deutscher evangelischer Theologe                                                                                                   | 54    |       |
| 14. Oktober | Johann Georg Fischer                     | deutscher Orgelbauer | 83    |       |
| 17. Oktober | Bernardo Bellotto                        | italienischer Maler | 58    |       |
| 17. Oktober | William Cookworthy                       | englischer Apotheker, Chemiker und Erfinder                                                                                        | 75    |       |
| 19. Oktober | Anton Johann Lipowsky                    | deutscher Jurist und Historiker | 56    |       |
| 19. Oktober | Johann Heinrich Roth                     | deutscher Baumeister | 51    |       |
| 21. Oktober | Hans Sigismund von Rothkirch und Panthen | preußischer Landrat | 58    |       |
| 26. Oktober | Gerhard Caspar Bigeleben                 | Offizial des geistlichen Hofgerichts Werl                                                                                          |       |       |
| 28. Oktober | Łukasz Smuglewicz                        | polnischer Maler des Rokoko |       |       |
| 29. Oktober | Edmund Voit                              | deutscher Priester, Jesuit und Hochschullehrer, Ordens-Provinzial                                                                  | 73    |       |
| Oktober     | Sophronios von Kilis                     | orthodoxer Patriarch von Jerusalem und von Konstantinopel                                                                          |       |       |

## November
| Tag          | Name                             | Beruf, bekannt als | Alter | Beleg |
| ------------ | -------------------------------- | --- | ----- | ----- |
| 2. November  | Lobsang Pelden Yeshe             | tibetischer Buddhist; erhielt als dritter den Titel Penchen Lama und gilt als 6. Penchen Lama der Gelug-Tradition des tibetischen Buddhismus |       |       |
| 2. November  | Alexander Ludwig von Wattenwyl   | Schweizer Historiker und Politiker | 66    |       |
| 5. November  | Christian Friedrich Voigt        | deutscher Orgelbauer und Organist |       |       |
| 10. November | Mikael Bedros III. Kasbarian     | Patriarch von Kilikien der Armenisch-katholischen Kirche                                                                                     |       |       |
| 12. November | Johann Gottfried Weller          | deutscher evangelischer Geistlicher | 68    |       |
| 14. November | Jacobus Houbraken                | niederländischer Kupferstecher | 81    |       |
| 16. November | Christian Heinrich Breuning      | deutscher Rechtswissenschaftler | 60    |       |
| 16. November | Nicolas Gilbert                  | französischer Autor | 29    |       |
| 16. November | Louis César de La Baume Le Blanc | französischer Militär und Bibliophiler | 72    |       |
| 19. November | Jocelyn Deane                    | irischer Politiker |       |       |
| 25. November | Joachim Matthias Lütkens         | Bürgermeister von Lübeck | 67    |       |
| 26. November | James Steuart-Denham, 7. Baronet | britischer Ökonom | 68    |       |
| 29. November | Peter Gallade                    | Jesuit, Theologe, Hochschullehrer in Heidelberg und Bamberg                                                                                  | 72    |       |
| 29. November | Hieronymus David Gaub            | deutscher Mediziner und Chemiker | 75    |       |
| 29. November | Maria Theresia                   | Erzherzogin von Österreich, Königin von Ungarn und Böhmen                                                                                    | 63    |       |
| November     | Adam Andreas von Molnár          | Siebenbürger Arzt | 66    |       |

## Dezember
| Tag          | Name                                          | Beruf, bekannt als | Alter | Beleg |
| ------------ | --------------------------------------------- | --- | ----- | ----- |
| 1. Dezember  | Johan Ihre                                    | schwedischer Linguist | 73    |       |
| 4. Dezember  | Pietro Colonna Pamphili                       | italienischer Kardinal                                                                                                   | 54    |       |
| 6. Dezember  | Joseph Lieutaud                               | französischer Mediziner                                                                                                  | 77    |       |
| 6. Dezember  | Joseph Wannenmacher                           | deutscher Maler | 58    |       |
| 11. Dezember | Leopold Johann von Platen                     | königlich-preußischer Generalmajor                                                                                       |       |       |
| 12. Dezember | Jakob Fellner                                 | deutsch-mährischer Barockbaumeister in Ungarn                                                                            | 58    |       |
| 12. Dezember | Kolumban Rösser                               | deutscher Benediktiner und Philosoph                                                                                     | 44    |       |
| 14. Dezember | Ignatius Sancho                               | englischer Komponist und Schriftsteller                                                                                  |       |       |
| 15. Dezember | Johann Gotthard Schlichthorst                 | deutscher Theologe | 57    |       |
| 15. Dezember | Charles-Henri-Louis d’Arsac de Ternay         | französischer Marineoffizier                                                                                             | 57    |       |
| 16. Dezember | Juan Tomás de Boxadors y Sureda de San Martín | spanischer Kardinal der katholischen Kirche                                                                              | 77    |       |
| 20. Dezember | Johann Baptist von Koch                       | k.k Feldmarschall-Lieutenant, zuletzt Gouverneur von Ostende, Inhaber des Infanterie-Regiments No.17, Herr auf Taikowitz |       |       |
| 21. Dezember | Christiana Regina Hetzer                      | erste Hausherrin des Gohliser Schlösschen zu Leipzig                                                                     | 56    |       |
| 22. Dezember | James Harris                                  | englischer Gelehrter und Politiker                                                                                       | 71    |       |
| 23. Dezember | Alan Aichinger                                | österreichischer Zisterzienserabt                                                                                        | 75    |       |
| 26. Dezember | John Fothergill                               | englischer Mediziner, Botaniker, Quäker und Philanthrop                                                                  | 68    |       |
| 28. Dezember | Mademoiselle Durancy                          | französische Schauspielerin und Opernsängerin                                                                            | 34    |       |
| 31. Dezember | Samuel David Ludwig Henne                     | sächsischer Pastor und Pomologe                                                                                          | 68    |       |

## Datum unbekannt
| Tag | Name                                   | Beruf, bekannt als                                                   | Alter | Beleg |
| --- | -------------------------------------- | -------------------------------------------------------------------- | ----- | ----- |
|     | Benedetta Emilia Agricola              | italienischstämmige Opernsängerin der Stimmlage Sopran               |       |       |
|     | Anna Wilhelmine von Anhalt-Dessau      | Kind des Fürsten Leopold I. von Anhalt-Dessau                        |       |       |
|     | Heinrich Bernhard Austin               | preußischer Beamter und Gutsbesitzer                                 |       |       |
|     | Heinrich Wilhelm Behm                  | deutscher Arzt und Hof-Apotheker Friedrichs II.                      |       |       |
|     | Johann Wolfgang Bieglein-Kreußler      | Fechtmeister in Jena                                                 |       |       |
|     | Pietro Borsieri                        | italienischer Arzt                                                   |       |       |
|     | Ami Butini                             | Genfer Plantagenbesitzer, Sklavenhalter und ethnografischer Sammler  |       |       |
|     | Anne-Jeanne Cassanéa de Mondonville    | französische Cembalistin                                             |       |       |
|     | Carl Friedrich Ernst von Cocceji       | polnischer Generalmajor und Gesandter                                |       |       |
|     | Jakob Emele                            | süddeutscher Barockbaumeister                                        |       |       |
|     | Silvestre Vélez de Escalante           | spanischer Franziskaner, Missionar und Entdecker                     |       |       |
|     | Domenico Ferrari                       | italienischer Violinist und Komponist der Frühklassik                |       |       |
|     | Franz Xaver von Montfort               | deutscher Adliger, letzter regierender Vertreter des Hauses Montfort |       |       |
|     | Rudolf Emanuel Frisching               | Ratsmitglied                                                         |       |       |
|     | Johann Friedrich Glocker               | deutscher Maler                                                      | 62    |       |
|     | Daniel Friedrich Hindersin             | Bürgermeister von Königsberg                                         |       |       |
|     | Rudolf August von Ingersleben          | preußischer Oberst, Kommandeur des Grenadierbataillons Nr. 2         |       |       |
|     | Ludwig Lücke                           | deutscher Bildhauer                                                  |       |       |
|     | Johann Baptist Georg Neruda            | böhmischer Violinist und Komponist der Vorklassik                    |       |       |
|     | Ngwane III.                            | König von Swasiland (–1780)                                          |       |       |
|     | Omai                                   | polynesischer Weltreisender                                          |       |       |
|     | Johann Heinrich Valentin Paul          | deutscher edler Rhönräuber, sagenumwobene Gestalt                    |       |       |
|     | Nicolas Joseph Thiéry de Ménonville    | französischer Botaniker                                              |       |       |
|     | Konrad Alexander Vrints von Treuenfeld | kaiserlicher Postmeister und Resident in Bremen                      |       |       |
|     | Joseph Wagner                          | deutscher Kupferstecher des Rokoko                                   |       |       |